# 箕輪村 (長野県)
箕輪村（みのわむら）は長野県上伊那郡にあった村。現在の箕輪町大字福与・三日町にあたる。現在の箕輪町とは別の自治体である。

## 地理
- 山：不動ヶ峰
- 河川：天竜川

## 歴史
- 1889年（明治22年）4月1日 - 町村制の施行により、福与村・三日町村の区域をもって発足。
- 1955年（昭和30年）1月1日 - 中箕輪町・東箕輪村と合併して箕輪町が発足。同日箕輪村廃止。